# Kanton Pavilly
Der Kanton Pavilly war bis 2015 ein französischer Wahlkreis im Arrondissement Rouen, im Département Seine-Maritime und in der Region Haute-Normandie; sein Hauptort war Pavilly. Vertreter im Generalrat des Départements war zuletzt von 1998 bis 2015, zuletzt wiedergewählt 2011, Pascal Marchal (PS).
Der Kanton Pavilly war 175,18 km² groß und hatte (1999) 30.428 Einwohner, was einer Bevölkerungsdichte von 175 Einwohnern pro km² entsprach. Er lag im Mittel 124 Meter über Normalnull, zwischen 17 Meter in Betteville und 182 Meter in Butot.

## Gemeinden
Der Kanton bestand aus 22 Gemeinden:
| Gemeinde               | Einwohner Jahr | Fläche km² | Bevölkerungsdichte | Code INSEE | Postleitzahl |
| ---------------------- | -------------- | ---------- | ------------------ | ---------- | ------------ |
| Barentin               | 11.957 (2013)  | –          | – Einw./km²        | 76057      | 76360        |
| Beautot                | 124 (2013)     | –          | – Einw./km²        | 76066      | 76890        |
| Betteville             | 567 (2013)     | –          | – Einw./km²        | 76089      | 76190        |
| Blacqueville           | 647 (2013)     | –          | – Einw./km²        | 76099      | 76190        |
| Bouville               | 946 (2013)     | –          | – Einw./km²        | 76135      | 76360        |
| Butot                  | 288 (2013)     | –          | – Einw./km²        | 76149      | 76890        |
| Carville-la-Folletière | 427 (2013)     | –          | – Einw./km²        | 76160      | 76190        |
| Croix-Mare             | 778 (2013)     | –          | – Einw./km²        | 76203      | 76190        |
| Écalles-Alix           | 509 (2013)     | –          | – Einw./km²        | 76223      | 76190        |
| Émanville              | 642 (2013)     | –          | – Einw./km²        | 76234      | 76570        |
| La Folletière          | 75 (2013)      | –          | – Einw./km²        | 76267      | 76190        |
| Fresquiennes           | 1.075 (2013)   | –          | – Einw./km²        | 76287      | 76570        |
| Fréville               | 930 (2013)     | –          | – Einw./km²        | 76289      | 76190        |
| Goupillières           | 416 (2013)     | –          | – Einw./km²        | 76311      | 76570        |
| Gueutteville           | 81 (2013)      | –          | – Einw./km²        | 76335      | 76890        |
| Limésy                 | 1.473 (2013)   | –          | – Einw./km²        | 76385      | 76570        |
| Mesnil-Panneville      | 676 (2013)     | –          | – Einw./km²        | 76433      | 76570        |
| Mont-de-l’If           | 102 (2013)     | –          | – Einw./km²        | 76444      | 76190        |
| Pavilly                | 6.272 (2013)   | –          | – Einw./km²        | 76495      | 76570        |
| Sainte-Austreberthe    | 615 (2013)     | –          | – Einw./km²        | 76566      | 76570        |
| Saint-Ouen-du-Breuil   | 778 (2013)     | –          | – Einw./km²        | 76628      | 76890        |
| Villers-Écalles        | 1.777 (2013)   | –          | – Einw./km²        | 76743      | 76360        |

## Bevölkerungsentwicklung
| 1962   | 1968   | 1975   | 1982   | 1990   | 1999   | 2010   |
| ------ | ------ | ------ | ------ | ------ | ------ | ------ |
| 18.985 | 22.238 | 24.042 | 27.488 | 29.291 | 30.428 | 30.845 |